# Santo Estello

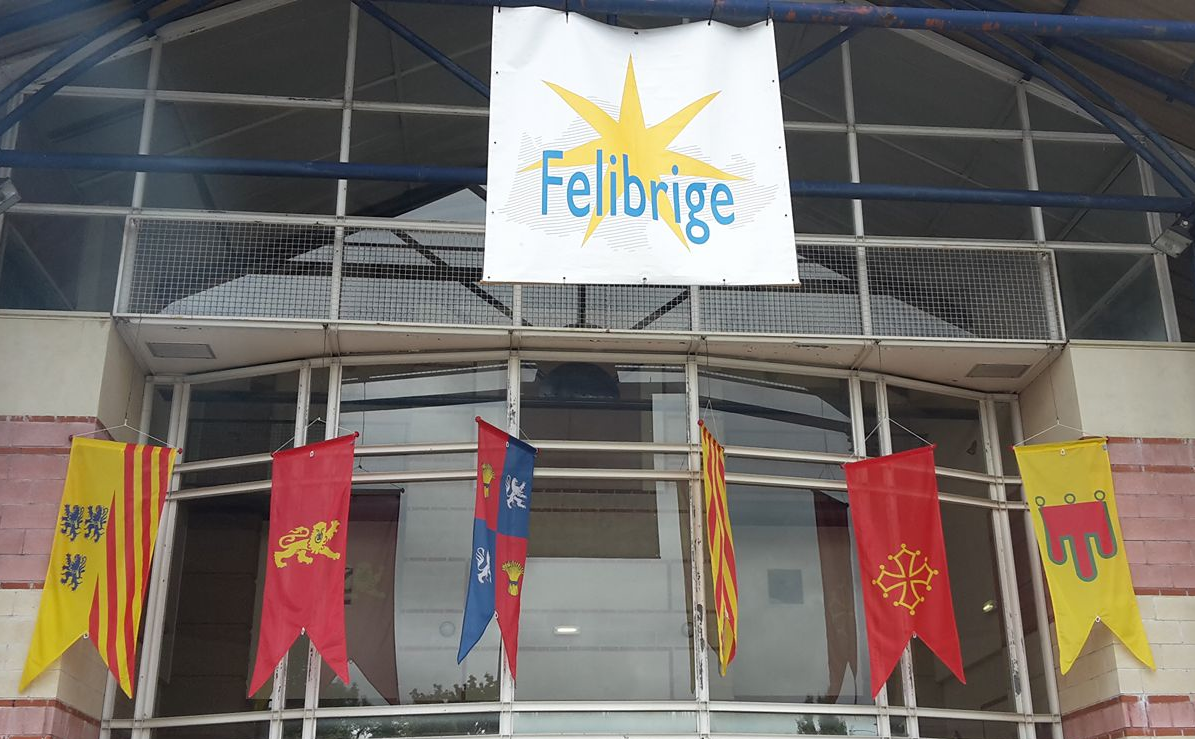
Santo Estello de Bagnères-de-Bigorre en 2017. Gonfanons du Limousin, de la Guyenne, de la Gascogne, de la Provence, du Languedoc et d'Auvergne.

La Santo-Estello (Santa Estela en norme classique, Sainte-Estelle en français) est le nom donné au congrès du Félibrige qui se tient une fois par an dans une ville différente des pays d'oc,  de la Provence au Limousin, de la Gascogne à l'Auvergne en passant par le Languedoc, marquant ainsi l'anniversaire de sa fondation le 21 mai 1854, sous le patronage de sainte Estelle. La Santo-Estello se tient généralement pour Pentecôte et dure aujourd'hui quatre jours. À cette occasion la Coupo Santo dont le capoulié est le gardien est présentée lors du traditionnel banquet qui se tient, tout comme l'ensemble du congrès, sous sa présidence.

## Organisation

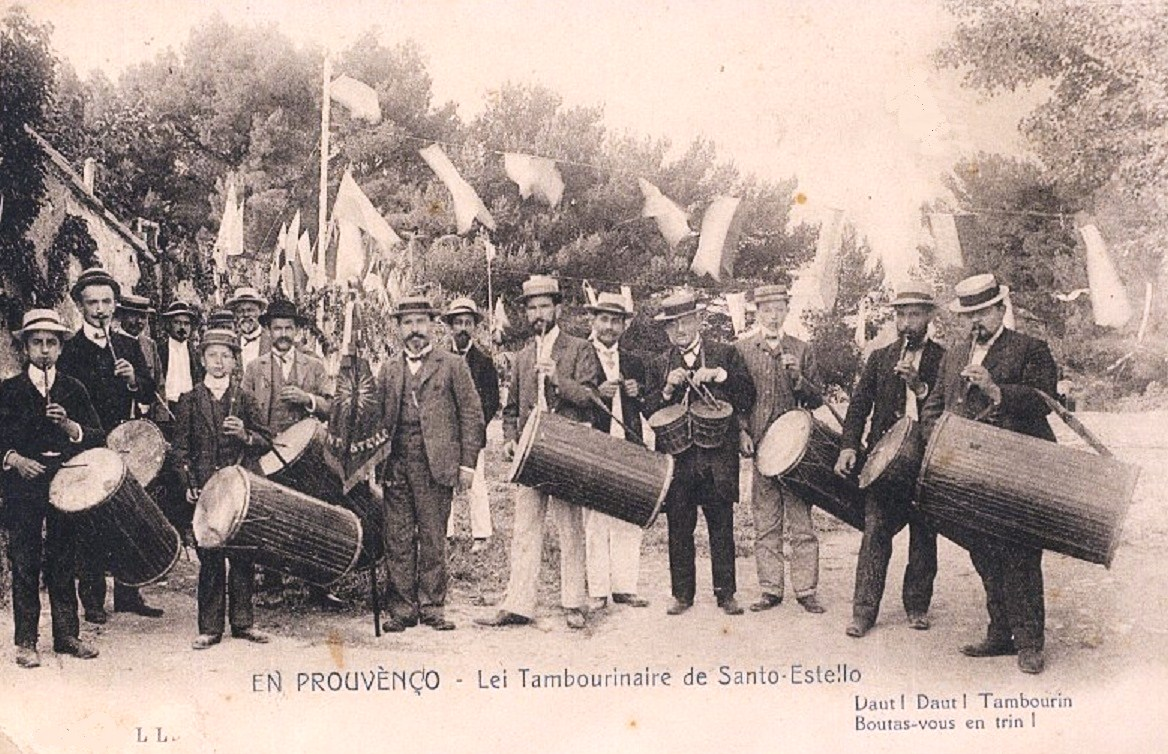
Lei Tambourinaire de Santo Estello, carte postale du début du XXe siècle.

La Santo-Estello ou Santa Estela est l'occasion pour le Félibrige de tenir ses assemblées statutaires mêlées à des moments plus festifs qui sont autant d'occasion de montrer ses différents domaines d'intervention (enseignement, littérature, chanson, musique, théâtre, médias...) Elle est aussi l'occasion pour le Félibrige d'élire ses nouveaux majoraux,, , le capoulié au terme de son mandat, ou encore ses membres associés (Sòci dóu Felibrige). C'est lors de la Santo-Estello que sont réunis le Bureau Général du Félibrige, le Consistoire (assemblée des félibres majoraux) et le Conseil Général du Félibrige (assemblée générale) ou qu'est nommée la « Reine » au terme des Jeux Floraux qui ont lieu tous les sept ans. Le discours que le capoulié prononce traditionnellement à l'issue du banquet dit de "la Coupe" constitue un moment fort du congrès et oriente également l'action de l'organisation. 
La Santo-Estello constitue un événement d'une relative importance dans la réflexion sur la place de l'occitan dans la société, et sur l'échiquier de la revendication linguistique en pays d'oc.
Son importance fait que, même en temps de guerre, les cérémonies n'ont pas été annulées.  

## Villes d'accueil
Les villes suivantes ont accueilli la Santo-Estello
| 1876 | Avignon     |
| 1877 | Avignon     |
| 1878 | Montpellier |
| 1879 | Avignon     |

| 1880 | Roquefavour      |
| 1881 | Marseille        |
| 1882 | Albi             |
| 1883 | Saint-Raphaël    |
| 1884 | Sceaux           |
| 1885 | Hyères           |
| 1886 | Gap              |
| 1887 | Cannes           |
| 1888 | Avignon          |
| 1889 | Arles-Montmajour |

| 1890 | Montpellier        |
| 1891 | Martigues          |
| 1892 | Les Baux           |
| 1893 | Carcassonne        |
| 1894 | Avignon            |
| 1895 | Brive              |
| 1896 | Les Saintes Maries |
| 1897 | Sisteron           |
| 1898 | Aigues-Mortes      |
| 1899 | Arles              |

| 1900 | Maguelonne   |
| 1901 | Pau          |
| 1902 | Béziers      |
| 1903 | Avignon      |
| 1904 | Font-Ségugne |
| 1905 | Arles        |
| 1906 | Sète         |
| 1907 | Périgueux    |
| 1908 | Toulon       |
| 1909 | Saint-Gilles |

| 1910 | Perpignan       |
| 1911 | Montpellier     |
| 1912 | Narbonne        |
| 1913 | Aix-en-Provence |
| 1914 | Avignon         |
| 1915 | Marseille       |
| 1916 | Arles           |
| 1917 | Marseille       |
| 1918 | Marseille       |
| 1919 | Marseille       |

| 1920 | Alès             |
| 1921 | Beaucaire        |
| 1922 | Cannes           |
| 1923 | Le Puy           |
| 1924 | Narbonne         |
| 1925 | Clermont-Ferrand |
| 1926 | Hyères           |
| 1927 | Montpellier      |
| 1928 | Limoges          |
| 1929 | Rodez            |

| 1930 | Avignon            |
| 1931 | Pau                |
| 1932 | Agde               |
| 1933 | Toulon             |
| 1934 | Albi               |
| 1935 | Clermont-l’Hérault |
| 1936 | Nice               |
| 1937 | Béziers            |
| 1938 | Foix               |
| 1939 | Carpentras         |

| 1940 | Montpellier         |
| 1941 | Avignon             |
| 1942 | Arles (Consistoire) |
| 1943 | Arles (Consistoire) |
| 1944 | Arles (Consistoire) |
| 1945 | Arles (Consistoire) |
| 1946 | Digne               |
| 1947 | Périgueux           |
| 1948 | Agen                |
| 1949 | Marseille           |

| 1950 | Toulouse            |
| 1951 | Aurillac            |
| 1952 | Clermont-l'Hérault  |
| 1953 | Bordeaux            |
| 1954 | Avignon             |
| 1955 | Saint-Tropez        |
| 1956 | Gap                 |
| 1957 | Bagnères-de-Bigorre |
| 1958 | Toulon              |
| 1959 | Arles               |

| 1960 | Nice                                 |
| 1961 | Béziers                              |
| 1962 | Villefranche-de-Rouergue             |
| 1963 | Muret                                |
| 1964 | Avignon                              |
| 1965 | Saint-Junien                         |
| 1966 | Grasse                               |
| 1967 | Villeneuve-sur-Lot                   |
| 1968 | Saint-Rémy-de-Provence (Consistoire) |
| 1969 | Saint-Flour                          |

| 1970 | Aix-en-Provence     |
| 1971 | Bagnères-de-Bigorre |
| 1972 | Hyères              |
| 1973 | Millau              |
| 1974 | Arles               |
| 1975 | Rodez               |
| 1976 | Périgueux           |
| 1977 | Monaco              |
| 1978 | Avignon             |
| 1979 | Foix                |

| 1980 | Cannes                        |
| 1981 | Saint-Sever                   |
| 1982 | Nice                          |
| 1983 | Espalion                      |
| 1984 | Sceaux                        |
| 1985 | Saint-Junien                  |
| 1986 | Saint-Maximin-la-Sainte-Baume |
| 1987 | Perpignan                     |
| 1988 | Vic-sur-Cère                  |
| 1989 | Périgueux                     |

| 1990 | Nîmes           |
| 1991 | Martigues       |
| 1992 | Mende           |
| 1993 | Le Lavandou     |
| 1994 | Rodez           |
| 1995 | Aix-en-Provence |
| 1996 | Apt             |
| 1997 | Sarlat          |
| 1998 | Saint-Raphaël   |
| 1999 | Grasse          |

| 2000 | Saint-Junien           |
| 2001 | Sète                   |
| 2002 | Cavalaire              |
| 2003 | Bergerac               |
| 2004 | Châteauneuf-de-Gadagne |
| 2005 | Hyères                 |
| 2006 | Martigues              |
| 2007 | Cahors                 |
| 2008 | Gréoux-les-Bains       |
| 2009 | Salon de Provence      |

| 2010 | Castillonnès                 |
| 2011 | Les Saintes-Maries-de-la-Mer |
| 2012 | Saint-Yrieix-la-Perche       |
| 2013 | Saint-Rémy-de-Provence       |
| 2014 | Aigues-Mortes                |
| 2015 | Laroquebrou                  |
| 2016 | Nice                         |
| 2017 | Bagnères-de-Bigorre          |
| 2018 | Bergerac                     |
| 2019 | Pertuis                      |

| 2020 | Mende (Annulée)        |  |
| 2021 | Mende (Report de 2020) |  |
| 2022 | Arles                  |  |
| 2023 | Gréoux-les-Bains       |  |
| 2024 | Sceaux                 |  |
| 2025 | Saint-Tropez           |  |

## La Santo-Estello en littérature
L'écrivain Jean Boudou a publié un roman, La Santa Estela del Centenari,, dont l'action se déroule autour de la centième édition de la Santo Estello,,.
Leon Cordas quant à lui évoque régulièrement la Santo-Estello, comme en 1937 avec Lo bèu jorn de la Santa-Estela ou encore avec son livre Flors de Santa Estela en 1940.
Frédéric Lesgrands Terriens a intitulé son roman Santo Estello en hommage à cette manifestation